# Dušan Bartovič
Dušan Bartovič (4. března 1944, Veľké Kostoľany – 1. dubna 2020) byl slovenský fotbalista, záložník, reprezentant Československa, účastník Olympijských her v Mexiku roku 1968.

## Fotbalová kariéra
Za československou reprezentaci odehrál roku 1970 dvě utkání, 6x startoval v olympijském výběru. V československé lize odehrál 146 utkání a dal 17 gólů. Hrál za Jednotu Trenčín (1965–1972).

## Ligová bilance
| Ročník                                   | Zápasy | Góly | Klub            |
| ---------------------------------------- | ------ | ---- | --------------- |
| 1. československá fotbalová liga 1965/66 | 4      | 0    | Jednota Trenčín |
| 1. československá fotbalová liga 1966/67 | 20     | 3    | Jednota Trenčín |
| 1. československá fotbalová liga 1967/68 | 19     | 2    | Jednota Trenčín |
| 1. československá fotbalová liga 1968/69 | 20     | 1    | Jednota Trenčín |
| 1. československá fotbalová liga 1969/70 | 30     | 2    | Jednota Trenčín |
| 1. československá fotbalová liga 1970/71 | 27     | 6    | Jednota Trenčín |
| 1. československá fotbalová liga 1971/72 | 26     | 3    | Jednota Trenčín |
| 1. liga celkem                           | 146    | 17   |                 |